# アッ＝ラシード・アッ＝ターヒル・バクル

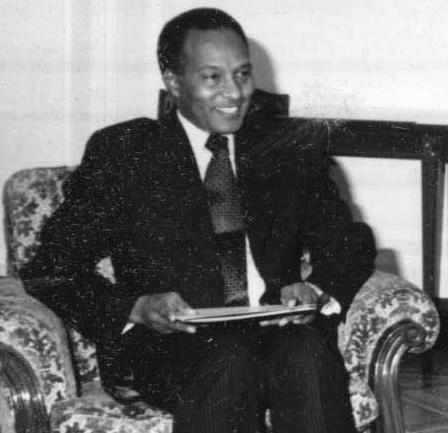
ラシッド・バクル

アッ＝ラシード・アッ＝ターヒル・バクル （El Rashid El Tahir Bakr、1930年6月24日 – 1988年3月11日） は、スーダンの政治家。 

## 人物
スーダンのカルコイブルーナイル地方で生まれました。 1958年、彼はハルツーム大学法学部を卒業。   
1976年8月11日から1977年9月10日までスーダンの副大統領とスーダンの 首相でした。 彼は1974年から1977年、1980年から1981年まで議会の議長を務めた 
彼はスーダン社会主義同盟のメンバーでした。 